# Shanita
Shanita es un género de foraminífero bentónico de la subfamilia Neodiscinae, de la familia Neodiscidae, de la superfamilia Cornuspiroidea, del suborden Miliolina y del orden Miliolida. Su especie-tipo es Shanita amosi. Su rango cronoestratigráfico abarcaba desde el Capitaniense (Pérmico medio) hasta el Wuchiapingiense (Pérmico superior).

## Discusión
Clasificaciones previas incluían a Shanita en la subfamilia Shanitinae de la familia Hemigordiopsidae.

## Clasificación
Shanita incluye a las siguientes especies:
- Shanita amosi †
- Shanita bronnimanni †
- Shanita chagouensis †
- Shanita intercalaria †
- Shanita pamirica †